# Cherif Younousse
Cherif Younousse (Dakar, 22 mei 1995), spelersnaam Cherif, is een Qatarees beachvolleyballer van Senegalese afkomst. Hij nam driemaal deel aan de Olympische Spelen en behaalde daarbij een bronzen medaille.

## Carrière

### 2014 tot en met 2018
Met Ahmed Tijan nam Cherif in 2014 deel aan de wereldkampioenschappen onder de 21 in Larnaca – met een vijfde plaats als resultaat – en debuteerde hij in Doha in de FIVB World Tour. Vervolgens vormde Cherif van 2015 tot en met 2017 een team met Jefferson Santos Pereira. Het eerste jaar bereikten ze bij de wereldkampioenschappen in Nederland de kwartfinale die verloren werd van de Amerikanen Nick Lucena en Theodore Brunner. Bij de overige vier toernooien in de World Tour kwam het tweetal niet verder dan een zeventiende plaats in eigen land. Het daaropvolgende seizoen begonnen ze met twee overwinningen en een derde plaats in de nationale tour. Vervolgens won het duo op Kish hun eerste toernooi in de World Tour; bij de overige vijf FIVB-toernooien kwamen ze niet verder dan een zeventiende plaats in Antalya. Bij de Aziatische kampioenschappen in Sydney eindigden ze als vijfde en bij de Olympische Spelen in Rio de Janeiro werd het team in de achtste finale uitgeschakeld door de Russen Vjatsjeslav Krasilnikov en Konstantin Semjonov.
Begin 2017 werd Cherif met Júlio César do Nascimento Júnior negende op Kish. Daarna volgden met Jefferson in de binnenlandse en Aziatische competitie in totaal vier overwinningen en een vijfde plaats bij de Aziatische kampioenschappen in Songkhla. Tot aan de WK speelden ze vervolgens zes wedstrijden in de World Tour met twee negende plaatsen (Gstaad en Olsztyn) als beste resultaat. Bij de WK in Wenen bereikten ze de achtste finale waar het Oostenrijkse tweetal Alexander Horst en Clemens Doppler te sterk was. Ze sloten het seizoen af met een negende plaats in Qinzhou. Het seizoen daarop vormde Cherif een team met Ahmed. Bij acht van de veertien toernooien in de World Tour noteerden ze een toptienklassering. In Doha en Wenen behaalde het duo een derde plaats en in Espinho en Tokio een vijfde plaats. Daarnaast wonnen ze in augustus de gouden medaille bij de Aziatische Spelen in Palembang en een maand later de Aziatische titel in Satun.

### 2018 tot heden
Eind 2018 eindigden ze bij twee wedstrijden in de World Tour voor het daaropvolgende seizoen op de negende plaats. Begin 2019 volgden een vijfde plaats in Doha en een derde plaats in Xiamen. Bij de Aziatische kampioenschappen in Maoming prolongeerden Cherif en Ahmed hun titel tegen de Chinezen Gao Peng en Li Yang. In Ostrava en Warschau kwam het duo niet verder dan respectievelijk de zeventiende en negende plaats en ook bij de WK in Hamburg strandde het tweetal in de zestiende finale tegen Nick Lucena en Phil Dalhausser. Na afloop behaalden ze een vijfde plaats in Gstaad, een zeventiende plaats in Espinho en twee negende plaatsen in Tokio en Wenen. Ze sloten het seizoen af met een negende plaats bij de World Tour Finals in Rome en een dertiende plaats bij het olympisch kwalificatietoernooi in Haiyang. In 2020 nam het duo deel aan een World Tour-toernooi in Doha met een zeventiende plaats als resultaat.
Het jaar daarop begonnen ze met een overwinning en een vijfde plaats in Doha. In Cancun eindigden ze vervolgens bij alle drie de toernooien op het podium; bij de eerste twee eindigden ze als tweede en het laatste toernooi werd gewonnen. In aanloop naar de Spelen kwamen daar twee tweede plaatsen (Sotsji en Gstaad) en een negende plaats (Ostrava) bij. Bij het olympisch beachvolleybaltoernooi in Tokio wonnen Cherif en Ahmed de bronzen medaille ten koste van de Letten Mārtiņš Pļaviņš en Edgars Točs, nadat Krasilnikov en Oleg Stojanovski in de halve finale te sterk waren geweest. Na afloop van de Spelen behaalden ze een vijfde plaats bij de Finals in Cagliari en in november wonnen ze een bronzen medaille bij de AK in Phuket. In 2022 nam het duo deel aan zeven toernooien in de Beach Pro Tour – de opvolger van de World Tour. Ze kwamen daarbij tot twee overwinningen (Rosarito en Nalaguraidhoo), een tweede plaats (Jūrmala) en twee vijfde plaatsen (Ostrava en Parijs). Bij de WK in Rome bereikten Cherif en Ahmed de achtste finale waarin ze werden uitgeschakeld door de Brazilianen Bruno Schmidt en Saymon Barbosa.

## Palmares
Kampioenschappen
- 2015: 5e WK
- 2016: 9e OS
- 2017: 9e WK
- 2018:  AK
- 2018:  Aziatische Spelen
- 2019:  AK
- 2021:  OS
- 2021:  AK
- 2022: 9e WK
- 2022:  AK
- 2024: 4e OS

FIVB World Tour
- 2016:  Kish Open
- 2018:  4* Doha
- 2018:  5* Wenen
- 2019:  4* Xiamen
- 2021:  1* Doha
- 2021:  4* Cancun
- 2021:  4* Cancun
- 2021:  4* Cancun
- 2021:  4* Sotsji
- 2021:  4* Gstaad

Beach Pro Tour
- 2022:  Elite16 Rosarito
- 2022:  Elite16 Jūrmala
- 2022:  Nalaguraidhoo Challenge
- 2022:  Elite16 Kaapstad
- 2023:  Elite16 Ostrava
- 2024:  Elite16 João Pessoa
- 2024:  Beach Pro Tour Final Doha